# 寿龙岛
寿龙岛位于中国东北地区辽东半岛东侧的黄海中，是长山群岛石城列岛中的一座岛屿，位于石城岛东南3.2千米处，属于辽宁省庄河市王家镇寿龙村管辖。寿龙岛原名“瘦龙岛”，因岛上有一条的弯曲的山脉，山峰尖窄瘠瘦，宛若一条瘦弱的巨龙，故名。后因“瘦”字不雅，更名为“寿龙岛”。

## 地理
寿龙岛近南北走向，呈不规则月牙状，南北长2.4千米，东西最宽处0.9千米，面积1.048平方千米，海岸线长7.65千米。地势南北两端高，中间稍低缓。